# Wyoming (Nueva York)
Wyoming es una villa ubicada en el condado de Wyoming en el estado estadounidense de Nueva York. En el año 2000 tenía una población de 513 habitantes y una densidad poblacional de 294.7 personas por km².

## Geografía
Wyoming se encuentra ubicada en las coordenadas 42°49′31″N 78°5′7″O / 42.82528, -78.08528.

## Demografía
Según la Oficina del Censo en 2000 los ingresos medios por hogar en la localidad eran de $38,750, y los ingresos medios por familia eran $46,875. Los hombres tenían unos ingresos medios de $34,643 frente a los $25,357 para las mujeres. La renta per cápita para la localidad era de $14,925. Alrededor del 6% de la población estaban por debajo del umbral de pobreza.